# جينيفر فينيغان
جينيفر كريستينا فينيغان (من مواليد 22 أغسطس 1979) ممثلة كندية، اشتهرت بدور «بريدجيت فوريستر» في أوبرا الصابون الأمريكي ذي بولد أند ذي بوتيفول 2000 حتى 2004.

## نشأتها
ولدت النجمة الكندية جينيفر فينيجان في 22 أغسطس لعام 1979 بمدينة كويبك الكندية وهي ابنة الإذاعي الشهير جاك فينيجان وزوجته دايان ريوكس.

## مسيرتها الفنية
بدأت فينيجان في الظهور في العديد من الأعمال التلفزيونية الكندية في الفترة بين أعوام 1998 و2000، وفي منتصف عام 2000 قررت فينيجان الرحيل إلى الولايات المتحدة الأمريكية من أجل المشاركة في بطولة المسلسل الشهير The Bold and the Beautiful الذي كان السبب في حصولها على 3 جوائز إيمي.
شاركت فينيجان بعد ذلك في بطولة العديد من الأعمال التلفزيونية الناجحة مثل Committed وClose to Home وBetter with You، بينما ظلت مشاركتها محدودة في السينما.

## روابط خارجية
- {* Jennifer Finnigan on The Dead Zone
- جينيفر فينيغان على موقع IMDb (الإنجليزية)
- جينيفر فينيغان على موقع ألو سيني (الفرنسية)
- جينيفر فينيغان على موقع ألو سيني (الفرنسية)
- جينيفر فينيغان على موقع أول موفي (الإنجليزية)
- جينيفر فينيغان على موقع قاعدة بيانات الأفلام السويدية (السويدية)
- جينيفر فينيغان على موقع إن إن دي بي (الإنجليزية)
- جينيفر فينيغان على موقع قاعدة بيانات الفيلم (الإنجليزية)
- جينيفر فينيغان على موقع كينوبويسك (الروسية)